# Calderada de la Seu d'Urgell
La Calderada de la Seu d'Urgell o Escudellada és una celebració que té lloc dins de la festivitat de Sant Antoni Abat, que és la festa dels pagesos, carnissers i cansaladers, el dia 17 de gener. Aquesta no és l'única calderada que es fa a la zona i a Catalunya. Si bé la de la Seu és força representativa, ja que és una festa força arrelada a la població i possiblement no se celebra enlloc amb la magnitud i l'extensió amb què es fa a la Seu, en què la jornada constitueix un autèntic dia de festa en homenatge i record a la pagesia i als artesans carnissers, de llarga tradició al país, tot i que la desaparició dels animals de treball podia fer pensar en l'extinció de la festa.
A la Seu d'Urgell, la calderada té lloc al passeig de Joan Brudieu, al centre de la ciutat. La festivitat consisteix en la celebració d'una missa a les dotze del migdia a la Catedral d'Urgell, amb la tradicional benedicció i repartiment del panet de Sant Antoni, la benedicció dels animals i els Tres Tombs, és a dir, la passejada pels carrers de la ciutat fins a arribar al passeig de Joan Brudieu, on es fan els Tres Tombs. Finalment, s'acaba amb la repartició de la tradicional escudella i la "pujada al pal". Es reparteixen fins a 3.000 plats d'escudella, preparats pel cuiner Josep Vilarrubla, amb uns 800 quilos d'ingredients, entre verdures, llegums i carn de porc i de vedella.
La Pujada al Pal és una mena de concurs que té lloc cada any i que consisteix que els participants arribin dalt de tot d'un pal ensabonat per aconseguir el gall que hi ha al capdamunt dins un cabàs.
A més, cada any, el dia anterior a la festa, la confraria de Sant Antoni Abat de la ciutat presenta a les autoritats urgellenques el nou banderer i després es nomena el banderer proposat per a l'any següent.